# Coccoloba retirensis
Espèce
Statut de conservation UICN

 CR B1+2c : 
En danger critique
Coccoloba retirensis est une espèce de plantes de la famille des Polygonaceae.

## Publication originale
- Journal of the Arnold Arboretum 30: 407. 1949.